# Terese Pedersen
Terese Hosking, (z domu Pedersen, ur. 27 kwietnia 1980 w Sandefjord) – norweska piłkarka ręczna występująca na pozycji bramkarki. Ostatnim klubem w którym grała (2014) był Byåsen Trondheim.
Rozpoczęła karierę klubową w Larvik HK, grała także w IL Runar, Sandar IL, Tertnes Håndball  i Randers HK.
Zadebiutowała w reprezentacji Norwegii w 2004 roku, rozegrała w niej 82 mecze. Jest trzykrotną mistrzynią Europy z 2004, 2006 i 2008 roku. Zdobyła srebrny medal na Mistrzostwach Świata w Piłce Ręcznej Kobiet 2007.